# Nicole van Châtillon
Nicole van Châtillon (circa 1424 - 3 januari 1480) was van 1454 tot aan haar dood gravin van Penthièvre. Zij behoorde tot het huis Châtillon.

## Levensloop
Nicole was de dochter van Karel van Châtillon, heer van Avaugour, en Isabeau de Vivonne. Na de dood van haar vader in 1434 werd ze geadopteerd door Jan I van Brosse, maarschalk van Frankrijk. Drie jaar later, op 18 juni 1437, huwde ze met diens zoon Jan II van Brosse.
Na het overlijden van haar oom Jan van Châtillon in 1454 werden Nicole en haar echtgenoot Jan II graaf van Penthièvre. Het echtpaar regeerde samen over dit graafschap. In 1479 verkochten Jan II en Nicole hun aanspraken op het hertogdom Bretagne voor 50.000 livre aan koning Lodewijk XI van Frankrijk.
In januari 1480 stierf Nicole op ongeveer 56-jarige leeftijd. 

## Nakomelingen
Nicole en Jan II kregen zes kinderen:
- Jan III (overleden in 1502), graaf van Penthièvre
- Anton, huwde in 1502 met Jeanne de La Praye
- Pauline (1450-1479), huwde in 1471 met Jan van Bourgondië, graaf van Nevers
- Claudine (1450-1513), huwde in 1485 met hertog Filips II van Savoye
- Bernarde (overleden in 1485), huwde in 1474 met markgraaf Willem VIII van Monferrato
- Helena (overleden in 1484), huwde in 1483 met markgraaf Bonifatius III van Monferrato